# Gerald Vizenor
Gerald Vizenor, né le 22 octobre 1934 à Minneapolis, dans le Minnesota, est un écrivain et universitaire amérindien de culture ojibwa. Auteur de poèmes, pièces de théâtre et nouvelles, ami du peintre Pierre Cayol, il peut être rattaché au mouvement littéraire de la Renaissance amérindienne.

## Œuvres
- Gerald Vizenor, Crâneurs (Chancers: A Novel, 2001), traduit de l'américain par Thierry Chevrier, Éditions du Rocher, Collection Nuage rouge, 2007, 257 pages.  (ISBN 2268063380)